# Coudray-au-Perche
Coudray-au-Perche är en kommun i departementet Eure-et-Loir i regionen Centre-Val de Loire strax norr om centrala Frankrike. Kommunen ligger i kantonen Authon-du-Perche som tillhör arrondissementet Nogent-le-Rotrou. År 2022 hade Coudray-au-Perche 364 invånare.

## Befolkningsutveckling
Antalet invånare i kommunen Coudray-au-Perche
Referens:INSEE